# Isaiah Washington (cestista)
Isaiah Washington (Manhattan, 20 luglio 1998) è un cestista statunitense naturalizzato centrafricano.